# Liste des seigneurs puis barons de Candé
La liste des seigneurs puis barons de Candé, ville située au nord-ouest de l'Anjou (aujourd'hui dans le département du Maine-et-Loire), à la limite du duché de Bretagne, est documentée nominativement à  partir de la fin du XIe siècle. La seigneurie de Candé devient une baronnie en 1410. 
La baronnie de Candé disparaît avec l'abolition du système féodal et du système seigneurial en 1789 (nuit du 4 août).

## Liste des seigneurs de Candé
| Rang | Portrait | Nom                            | Règne                 | Dynastie                     | Notes | Armoiries |
| ---- | -------- | ------------------------------ | --------------------- | ---------------------------- | --- | --------- |
| 1    |          | Geoffroy Rorgon                | 1095 ? – 1099 ?       | Maison de Candé              | Également seigneur du Lion-d'Angers dont il s'était emparé, mort en Croisade.                                                                                |           |
| 2    |          | Geoffroy II Rorgon             | 1096 – 1110           | Maison de Candé              | Fils de Geoffroy Rorgon. |           |
| 3    |          | Normand de Montrevault         | vers 1110 - vers 1125 | Maison du Petit- Montrevault | Marié à la fille de Geoffroy II Rorgon, Denise. |           |
| 4    |          | Foulques de Chemillé           | vers 1125 – 1203      | Maison de Chemillé           | Apparenté à la famille de Montrevault, il est probablement devenu seigneur de Candé par héritage.                                                            |           |
| 5    |          | Geoffroy de Chemillé ?         | 1203 ? – 1207 ?       | Maison de Chemillé           | Fils de Foulques, il a peut-être été seigneur de Candé à la mort de son père, sans que cela soit confirmé par les documents d'époque.                        |           |
| 6    |          | Guillaume de Thouars           | 1207 - 1243           | Maison de Thouars            | Il obtient Candé par héritage, puis, demeuré sans enfants, il en fait don sept ans avant sa mort à la famille de Châteaubriant, à laquelle il est apparenté. |           |
| 7    |          | Geoffroy IV de Châteaubriant   | 1244 - 1263           | Maison de Châteaubriant      | Obtient Candé par donation. |           |
| 8    |          | Geoffroy V de Châteaubriant    | 1263 - 1284           | Maison de Châteaubriant      | Fils de Geoffroy IV. |           |
| 9    |          | Geoffroy VI de Châteaubriant   | 1284 - 1301           | Maison de Châteaubriant      | Fils de Geoffroy V. Il ne possède réellement Candé qu'à partir de 1296, lorsqu'il reçoit la ville des mains de sa tante Sybille.                             |           |
| 10   |          | Geoffroy VII de Châteaubriant  | 1301 - 1326           | Maison de Châteaubriant      | Fils de Geoffroy VI. |           |
| 11   |          | Geoffroy VIII de Châteaubriant | 1326 - 1347           | Maison de Châteaubriant      | Fils de Geoffroy VII. |           |
| 12   |          | Louise de Châteaubriant        | 1347 - 1348           | Maison de Châteaubriant      | Fille de Geoffroy VIII. Ses titres passent à son époux Guy de Laval.                                                                                         |           |
| 13   |          | Guy XII de Laval               | 1348 - 1383           | Maison de Laval              | Obtient Candé par mariage tant que son épouse est en vie, ensuite la seigneurie passe aux héritiers de celle-ci.                                             |           |
| 14   |          | Charles de Dinan               | 1383 - 1410           | Maison de Dinan              | Petit-neveu de Louise de Châteaubriant. Il voit Candé devenir une baronnie.                                                                                  |           |

## Liste des barons de Candé
| Rang | Portrait | Nom                                                    | Règne       | Dynastie              | Notes | Armoiries |
| ---- | -------- | ------------------------------------------------------ | ----------- | --------------------- | --- | --------- |
| 1    |          | Charles de Dinan                                       | 1410 - 1418 | Maison de Dinan       | Petit-neveu de Louise de Châteaubriant. Il voit Candé devenir une baronnie. |           |
| 2    |          | Roland de Dinan                                        | 1418 - 1419 | Maison de Dinan       | Fils de Charles de Dinan, mort sans postérité. |           |
| 3    |          | Robert de Dinan                                        | 1419 - 1430 | Maison de Dinan       | Fils de Charles de Dinan, mort sans postérité. |           |
| 4    |          | Bertrand de Dinan                                      | 1430 - 1444 | Maison de Dinan       | Fils de Charles de Dinan, mort sans postérité. |           |
| 5    |          | Françoise de Dinan                                     | 1444 - 1445 | Maison de Dinan       | Nièce de Betrand de Dinan, Ses titres passent à son époux Guy de Laval. |           |
| 6    |          | Guy XIV de Laval                                       | 1445 - 1486 | Maison de Laval       | Obtient Candé par mariage tant que son épouse est en vie. |           |
| 7    |          | Françoise de Dinan                                     | 1486 - 1500 | Maison de Dinan       | Retrouve la pleine possession de Candé après la mort de son époux Guy de Laval. |           |
| 8    |          | François de Laval                                      | 1500 - 1503 | Maison de Laval       | Fils de Guy XIV de Laval et Françoise de Dinan. |           |
| 9    |          | Jean de Laval-Châteaubriant                            | 1503 - 1543 | Maison de Laval       | Fils de François de Laval. Mort sans enfant, il lègue ses possessions à Anne de Montmorency. |           |
| 10   |          | Philippe de Montespedon                                | 1543 - 1550 | Maison de Montespedon | Femme de Charles de Bourbon et apparentée aux Laval, Philippe conteste le don fait par Jean de Laval à Anne de Montmorency. Son mari fait d'ailleurs usage du titre de baron de Candé. Mais le couple finit par s'incliner face à Anne de Montmorency en 1550. Aussi dame de Beaupréau et Chemillé. |           |
| 11   |          | Anne de Montmorency                                    | 1550 - 1567 | Maison de Montmorency | Anne de Montmorency, après plusieurs années de contestation avec les héritiers de Jean de Laval, obtient Candé en 1550. |           |
| 12   |          | Madeleine de Savoie                                    | 1567 - 1586 | Maison de Savoie      | Femme d'Anne de Montmorency, elle a la jouissance de tous ses biens après sa mort. |           |
| 13   |          | Henri Ier de Montmorency                               | 1586 - 1614 | Maison de Montmorency | Fils d'Anne de Montmorency et de Madeleine de Savoie. |           |
| 14   |          | Henri II de Montmorency                                | 1614 - 1632 | Maison de Montmorency | Fils d'Henri Ier de Montmorency, mort décapité pour crime de lèse-majesté. |           |
| 15   |          | Henri II de Bourbon-Condé                              | 1632 - 1646 | Maison de Condé       | Il obtient Candé par sa femme, Charlotte-Marguerite de Montmorency, sœur d'Henri II de Montmorency. |           |
| 16   |          | Louis II de Bourbon-Condé dit le Grand Condé           | 1646 - 1686 | Maison de Condé       | Fils d'Henri II. |           |
| 17   |          | Henri-Jules de Bourbon-Condé                           | 1686 - 1709 | Maison de Condé       | Fils de Louis II. |           |
| 18   |          | Louis III de Bourbon-Condé                             | 1709-1710   | Maison de Condé       | Fils d'Henri-Jules. |           |
| 19   |          | Louis IV Henri de Bourbon-Condé                        | 1710-1728   | Maison de Condé       | Fils de Louis III. |           |
| 20   |          | Louise-Anne de Bourbon-Condé Mademoiselle de Charolais | 1728 - 1758 | Maison de Condé       | Fille de Louis III, son frère Louis IV lui donna Candé en 1728. |           |
| 21   |          | Louis-François de Bourbon-Conti                        | 1758-1764   | Maison de Conti       | Petit-neveu et héritier de Mademoiselle de Charolais. Il revend la baronnie en 1764 parce qu'il se considère trop éloigné du domaine. |           |
| 22   |          | Jacques-Bertrand de Scépeaux                           | 1764-1773   | Maison de Scépeaux    | Marquis de Beaupréau, il achète la baronnie en 1764, avant de la revendre en 1773. |           |
| 23   |          | Charles-Clovis Brillet                                 | 1773-1789   | Famille Brillet       | Seigneur de Loiré, il achète la baronnie en 1773. C'est le dernier baron de Candé avant la Révolution. |           |